# Мотовездеход

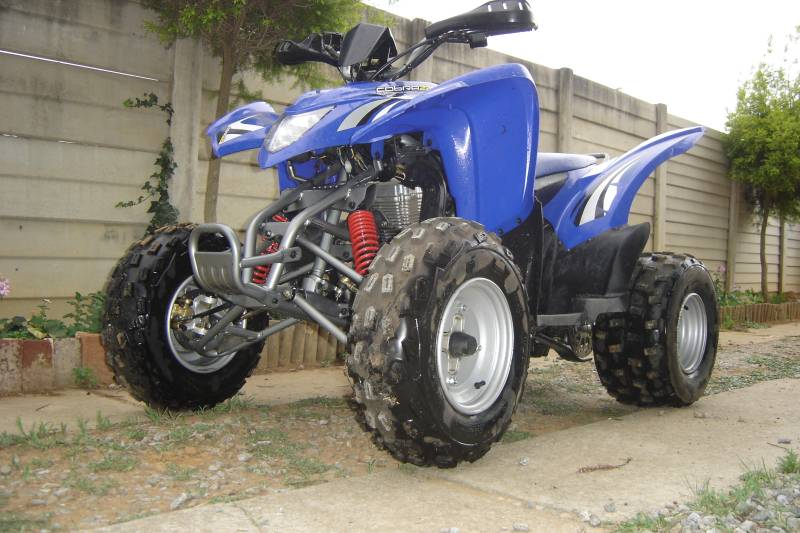
Легкий спортивный квадроцикл

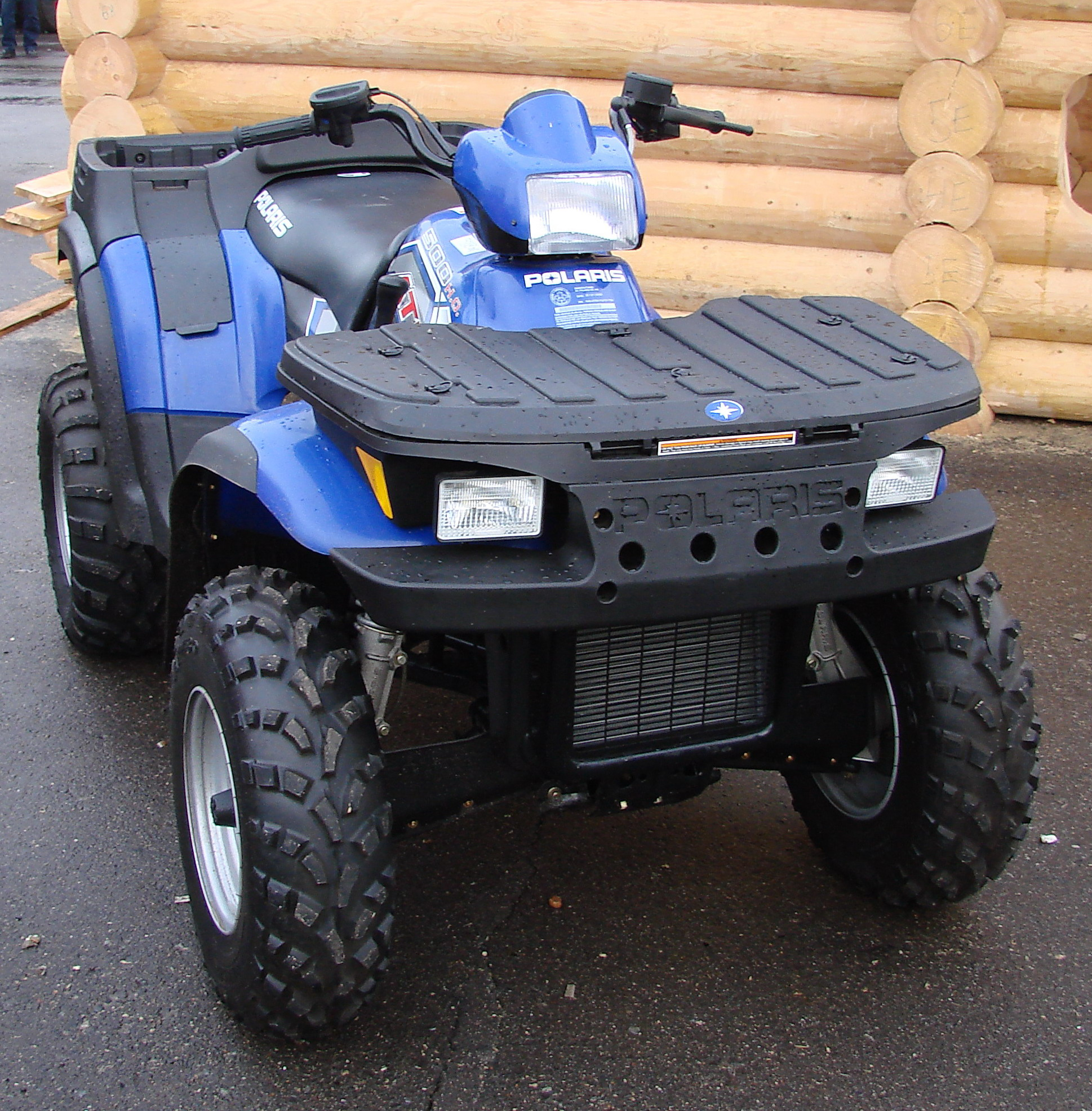
Квадроцикл Polaris Sportsman

Спортсмен на квадроцикле

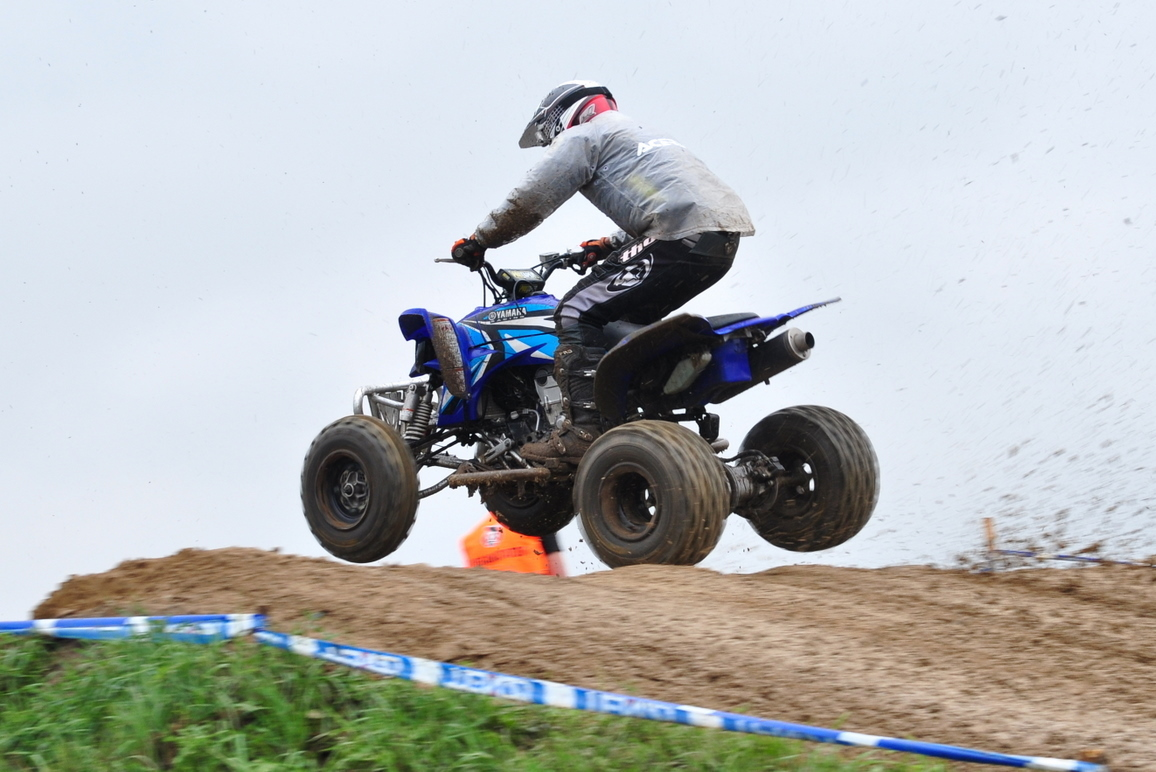
На соревнованиях

Мо́товездехо́д — небольшое транспортное средство, похожее на мотоцикл, но имеющее более двух колёс. Согласно стандарту ANSI, мотовездеход (all-terrain vehicle, ATV) должен иметь следующие признаки:
- шины, рассчитанные на низкое давление;
- водитель сидит верхом на сидении;
- руль велосипедного типа;
- быть одноместным или двухместным.

## Разновидности
Большинство мотовездеходов имеют 4 колеса, такие мотовездеходы называются квадроциклами или четырёхколёсниками. Некоторые мотовездеходы имеют 3 колеса и в таком случае относятся к трициклам или трайкам, хотя последние могут быть как вездеходами, так и дорожными транспортными средствами. Есть также специализированные мотовездеходы с 5, 6 или 8 колёсами, а также машины с гусеничным движителем.
Условно все мотовездеходы можно разделить на утилитарные и спортивные. Утилитарные предназначены для применения в сельском хозяйстве и развлекательных прогулок. Их отличительные особенности: вариатор в трансмиссии (только у Honda есть одна модель с гидротрансформатором), подключаемый полный привод, понижающая передача, блокировка межосевого дифференциала, фаркоп. Крутящий момент передаются на колёса обычно карданным валом. Спортивные мотовездеходы имеют механическую КПП, не имеют переднего привода и имеют цепной привод на колёса. Сфера их применения — спорт и развлечения.
Обычно задний мост мотовездеходов не имеет межколесного дифференциала. Это упрощает конструкцию и повышает проходимость, но при этом страдает управляемость.
Двигатель современного мотовездехода — четырехтактный одноцилиндровый с водяным охлаждением, гораздо реже двухцилиндровый двигатель. На устаревших моделях использовался двухтактный двигатель.
В СССР был разработан и производился небольшой серией квадроцикл ЗДК-4ШП, созданный на базе мотоцикла «Восход». Он имел мотоциклетный двигатель 175 куб. см, цепной задний привод и колеса от мотоцикла «Тула».
В данный момент основными производителями мотовездеходов являются Bombardier (BRP), Yamaha, Honda, Suzuki, Kawasaki, Arctic Cat, Polaris, а также китайские производители. В России мотовездеходы выпускаются заводами Stels, Балтмоторс и рыбинским заводом «Русская механика».

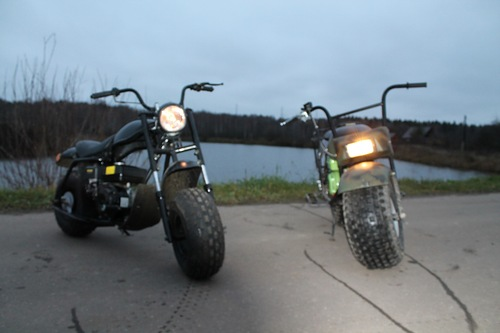
Двухколёсные мотовездеходы «Куница» и «Атаман»

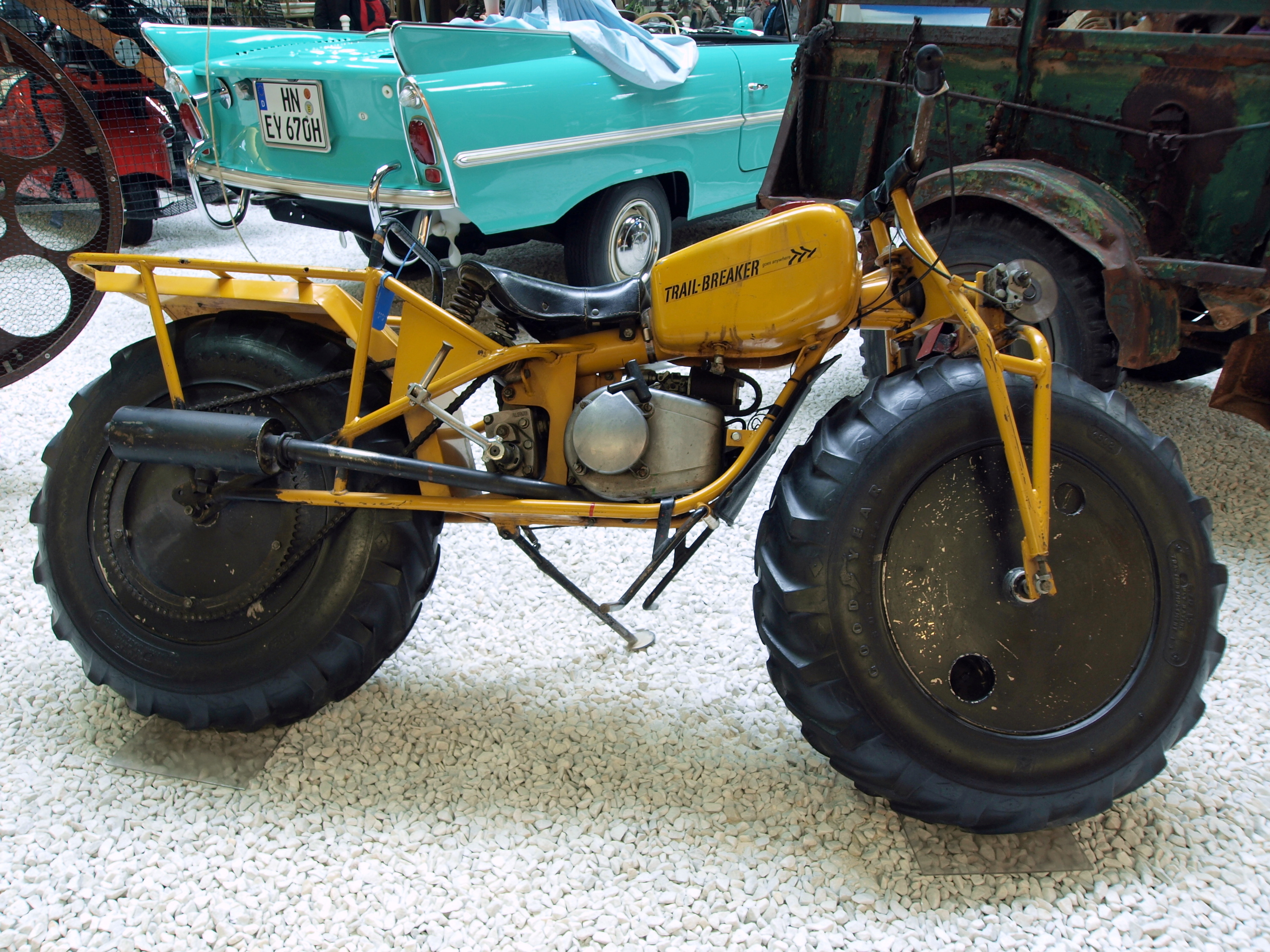
Rokon Trail-Breaker

Мотовездеходы двухколёсного типа называют мотоциклами повышенной проходимости, они относятся к группе мотоциклов специального назначения. Их отличия от классических мотоциклов — в широких шинах низкого давления и низкой посадке водителя. Серийно в России такие мотовездеходы представлены моделями «Атаман» и «Куница-200». В Америке яркими представителями двухколёсных вездеходов являются модели компании Rokon.

## Применение
Применяется как высокопроходимое транспортное средство во многих армиях мира, а также в лесопромышленности, так как, в отличие от снегоходов, их достоинство — всесезонность.